# 삼성 갤럭시 W
삼성 갤럭시 W(Samsung Galaxy W)는 삼성전자에서 2011년 10월에 출시한 안드로이드 스마트폰으로, 삼성 갤럭시 S II의 보급형 제품이다.
삼성 갤럭시 시리즈의 보급형 제품으로서, S/R/W/M/Y 라인 중 W(Wonder)라인에 속한다.

## 같이 보기
- 삼성 갤럭시 S II
- 삼성 갤럭시 R
- 삼성 갤럭시 M 프로
- 삼성 갤럭시 Y
- 삼성 갤럭시 Y 프로